# Pałac w Lubawce
Pałac w Lubawce – zabytkowy pałac wybudowany w 1687 r. w Ulanowicach (Lubawka).

## Położenie
Pałac położony jest w Podlesiu – od 1990 r. administracyjnej dzielnicy Lubawki o charakterze wiejskim w województwie dolnośląskim, w powiecie kamiennogórskim, w gminie Lubawka, w Bramie Lubawskiej, w środkowo-wschodniej części Lubawki u zachodniego podnóża Gór Kruczych (Góry Kamienne) w Sudetach Środkowych, przy drodze z Lubawki do Chełmska Śląskiego.

## Opis
Obiekt jest częścią zespołu rezydencjalnego, w skład którego wchodzą jeszcze: kościół pw. Świętych Wspomożycieli, oficyny, budynki inwentarskie.